# Hallands landsbeskrivning
Hallands landsbeskrivning är en detaljerad redogörelse socken för socken över förhållandena i Halland 1729, gjord på order av landshövding Wilhelm Bennet. Den bestod av fyra volymer på totalt omkring 4 000 sidor. Originalet förvaras vid Landsarkivet i Lund.

### Fotnoter
1. ↑  Hallandsrötter: Hallands landsbeskrivning